# Liste des ministres belges des Finances
Voici la liste des ministres des Finances de Belgique depuis la déclaration d'indépendance en 1830.
Depuis le 3 février 2025, le ministre des Finances est Jan Jambon, au sein du gouvernement de Bart De Wever.

## Liste
| Titulaire | Titulaire           | Titulaire                                  | Parti                       | Mandat                                                          | Gouvernement                                                                        | Portefeuille ministériel |
| --------- | ------------------- | ------------------------------------------ | --------------------------- | --------------------------------------------------------------- | ----------------------------------------------------------------------------------- | --- |
| 1         |                     | Charles de Brouckère (1796-1860)           | Libéral                     | 26 février 1831 – 30 mai 1831 (3 mois et 4 jours)               | de Gerlache                                                                         | Ministre des Finances |
| 1         | Lebeau I            | Charles de Brouckère (1796-1860)           | Libéral                     | 26 février 1831 – 30 mai 1831 (3 mois et 4 jours)               |                                                                                     | Ministre des Finances |
| 2         |                     | Auguste Duvivier (1772-1846)               | Libéral                     | 30 mai 1831 – 24 juillet 1831 (1 mois et 24 jours)              | Ministre des Finances                                                               | |
| 3         |                     | Jacques Coghen (1791-1858)                 | Libéral                     | 24 juillet 1831 – 20 octobre 1832 (1 an, 2 mois et 26 jours)    | de Muelenaere                                                                       | Ministre des Finances |
| (2)       |                     | Auguste Duvivier (1772-1846)               | Libéral                     | 20 octobre 1832 – 4 août 1834 (3 ans et 11 jours)               | Goblet                                                                              | Ministre des Finances |
| 4         |                     | Édouard d'Huart (1800-1884)                | Catholique                  | 4 août 1834 – mars 1839 (4 ans, 6 mois et 25 jours)             | de Theux I                                                                          | Ministre des Finances |
| 5         |                     | Félix de Mérode (1791-1857)                | Catholique                  | mars 1839 – 5 avril 1839 (1 mois et 4 jours)                    | de Theux I                                                                          | Ministre des Finances |
| 6         |                     | Léandre Desmaisières (1794-1864)           | Catholique                  | 5 avril 1839 – 18 avril 1840 (1 an et 13 jours)                 | de Theux I                                                                          | Ministre des Finances |
| 7         |                     | Édouard Mercier (1799-1870)                | Libéral                     | 18 avril 1840 – 13 avril 1841 (11 mois et 26 jours)             | Lebeau II                                                                           | Ministre des Finances |
| 8         |                     | Camille de Briey (1799-1877)               | Catholique                  | 13 avril 1841 – 5 août 1841 (3 mois et 23 jours)                | Nothomb                                                                             | Ministre des Affaies étrangères et des Finances                                                                                           |
| 9         |                     | Jean Baptiste Smits (1792-1857)            | Catholique                  | 5 août 1841 – avril 1843 (1 an, 7 mois et 27 jours)             | Nothomb                                                                             | Ministre des Affaies étrangères et des Finances                                                                                           |
| (7)       |                     | Édouard Mercier (1799-1870)                | Libéral                     | avril 1843 – 30 juillet 1845 (2 ans, 3 mois et 29 jours)        | Nothomb                                                                             | Ministre des Affaies étrangères et des Finances                                                                                           |
| 10        |                     | Jules Malou (1810-1886)                    | Catholique                  | 30 juillet 1845 – 12 août 1847 (2 ans et 13 jours)              | Van de Weyer                                                                        | Ministre des Affaies étrangères et des Finances                                                                                           |
| 10        | de Theux II         | Jules Malou (1810-1886)                    | Catholique                  | 30 juillet 1845 – 12 août 1847 (2 ans et 13 jours)              |                                                                                     | Ministre des Affaies étrangères et des Finances                                                                                           |
| 11        |                     | Laurent Veydt (1800-1877)                  | Parti libéral               | 12 août 1847 – 18 juillet 1848 (11 mois et 6 jours)             | Rogier I                                                                            | Ministre des Finances |
| 12        |                     | Walthère Frère-Orban (1812-1896)           | Parti libéral               | 18 juillet 1848 – 17 septembre 1852 (4 ans, 1 mois et 30 jours) | Rogier I                                                                            | Ministre des Finances |
| 13        |                     | Charles Liedts (1802-1878)                 | Parti libéral               | 17 septembre 1852 – 30 mars 1855 (2 ans, 6 mois et 13 jours)    | Rogier I                                                                            | Ministre des Finances |
| 13        | de Brouckère        | Charles Liedts (1802-1878)                 | Parti libéral               | 17 septembre 1852 – 30 mars 1855 (2 ans, 6 mois et 13 jours)    | Ministre des Finances                                                               | |
| (7)       |                     | Édouard Mercier (1799-1870)                | Parti libéral               | 30 mars 1855 – 9 novembre 1857 (2 ans, 7 mois et 10 jours)      | De Decker                                                                           | Ministre des Finances |
| (12)      |                     | Walthère Frère-Orban (1812-1896)           | Parti libéral               | 9 novembre 1857 – 2 juillet 1870 (12 ans, 7 mois et 23 jours)   | Rogier II                                                                           | Ministre des Finances |
| (12)      | Frère-Orban I       | Walthère Frère-Orban (1812-1896)           | Parti libéral               | 9 novembre 1857 – 2 juillet 1870 (12 ans, 7 mois et 23 jours)   | Chef du cabinet et ministre des Finances                                            | |
| 14        |                     | Pierre Tack (1818-1910)                    | Catholique                  | 2 juillet 1870 – 3 août 1870 (1 mois et 1 jour)                 | d'Anethan                                                                           | Ministre des Finances |
| 15        |                     | Victor Jacobs (1838-1891)                  | Catholique                  | 3 août 1870 – 7 décembre 1871 (1 an, 4 mois et 4 jours)         | d'Anethan                                                                           | Ministre des Finances |
| (10)      |                     | Jules Malou (1810-1886)                    | Catholique                  | 7 décembre 1871 – 18 juin 1878 (6 ans, 6 mois et 11 jours)      | Malou I                                                                             | Chef du cabinet et ministre des Finances                                                                                                  |
| 16        |                     | Charles Graux (1837-1910)                  | Parti libéral               | 18 juin 1878 – 16 juin 1884 (5 ans, 11 mois et 29 jours)        | Frère-Orban II                                                                      | Ministre des Finances |
| (10)      |                     | Jules Malou (1810-1886)                    | Parti catholique            | 16 juin 1884 – 26 octobre 1884 (4 mois et 10 jours)             | Malou II                                                                            | Chef du cabinet et ministre des Finances                                                                                                  |
| 17        |                     | Auguste Beernaert (1829-1912)              | Parti catholique            | 26 octobre 1884 – 26 mars 1894 (9 ans et 5 mois)                | Beernaert                                                                           | Chef du cabinet et ministre des Finances                                                                                                  |
| 18        |                     | Paul de Smet de Naeyer (1843-1913)         | Parti catholique            | 26 mars 1894 – 24 janvier 1899 (4 ans, 9 mois et 29 jours)      | de Burlet                                                                           | Ministre des Finances |
| 18        | de Smet de Naeyer I | Paul de Smet de Naeyer (1843-1913)         | Parti catholique            | 26 mars 1894 – 24 janvier 1899 (4 ans, 9 mois et 29 jours)      | Chef du cabinet et ministre des Finances                                            | |
| 19        |                     | Julien Liebaert (1848-1930)                | Parti catholique            | 24 janvier 1899 – 5 août 1899 (6 mois et 12 jours)              | Vandenpeereboom                                                                     | Ministre des Finances |
| (18)      |                     | Paul de Smet de Naeyer (1843-1913)         | Parti catholique            | 5 août 1899 – 1er mai 1907 (7 ans, 8 mois et 26 jours)          | de Smet de Naeyer II                                                                | Chef du cabinet et ministre des Finances                                                                                                  |
| (19)      |                     | Julien Liebaert (1848-1930)                | Parti catholique            | 1er mai 1907 – 18 juin 1911 (4 ans, 1 mois et 17 jours)         | de Trooz                                                                            | Ministre des Finances |
| (19)      | Schollaert          | Julien Liebaert (1848-1930)                | Parti catholique            | 1er mai 1907 – 18 juin 1911 (4 ans, 1 mois et 17 jours)         |                                                                                     | Ministre des Finances |
| 20        |                     | Michel Levie (1851-1939)                   | Parti catholique            | 18 juin 1911 – 1er juin 1918 (6 ans, 11 mois et 14 jours)       | de Broqueville I-II                                                                 | Ministre des Finances |
| 21        |                     | Aloys Van de Vyvere (1871-1961)            | Parti catholique            | 1er juin 1918 – 21 novembre 1918 (5 mois et 20 jours)           | Cooreman                                                                            | Ministre des Finances |
| 22        |                     | Léon Delacroix (1867-1929)                 | Parti catholique            | 21 novembre 1918 – 20 novembre 1920 (1 an, 11 mois et 30 jours) | Delacroix I                                                                         | Premier ministre et ministre des Finances                                                                                                 |
| 22        | Delacroix II        | Léon Delacroix (1867-1929)                 | Parti catholique            | 21 novembre 1918 – 20 novembre 1920 (1 an, 11 mois et 30 jours) |                                                                                     | Premier ministre et ministre des Finances                                                                                                 |
| 23        |                     | Georges Theunis (1873-1966)                | Parti catholique            | 20 novembre 1920 – 13 mai 1925 (4 ans, 5 mois et 23 jours)      | Carton de Wiart                                                                     | Ministre des Finances |
| 23        | Delacroix II        | Georges Theunis (1873-1966)                | Parti catholique            | 20 novembre 1920 – 13 mai 1925 (4 ans, 5 mois et 23 jours)      | Premier ministre et ministre des Finances                                           | |
| (21)      |                     | Aloys Van de Vyvere (1871-1961)            | Parti catholique            | 13 mai 1925 – 17 juin 1925 (1 mois et 4 jours)                  | Van de Vyvere                                                                       | Premier ministre et ministre des Finances                                                                                                 |
| 24        |                     | Albert-Édouard Janssen (1883-1966)         | Extra-parlementaire         | 17 juin 1925 – 20 mai 1926 (11 mois et 3 jours)                 | Poullet                                                                             | Ministre des Finances |
| 25        |                     | Maurice Houtart (1866-1939)                | Parti catholique            | 20 mai 1926 – 27 février 1932 (5 ans, 9 mois et 7 jours)        | Jaspar I                                                                            | Ministre des Finances |
| 25        | Jaspar II           | Maurice Houtart (1866-1939)                | Parti catholique            | 20 mai 1926 – 27 février 1932 (5 ans, 9 mois et 7 jours)        |                                                                                     | Ministre des Finances |
| 25        | Renkin              | Maurice Houtart (1866-1939)                | Parti catholique            | 20 mai 1926 – 27 février 1932 (5 ans, 9 mois et 7 jours)        |                                                                                     | Ministre des Finances |
| 26        |                     | Jules Renkin (1862-1934)                   | Parti catholique            | 27 février 1932 – 22 octobre 1932 (7 mois et 25 jours)          | Premier ministre et ministre des Finances                                           | |
| 27        |                     | Henri Jaspar (1870-1939)                   | Parti catholique            | 22 octobre 1932 – 12 juin 1934 (1 an, 7 mois et 21 jours)       | de Broqueville III                                                                  | Ministre des Finances |
| 28        |                     | Gustave Sap (1886-1940)                    | Parti catholique            | 12 juin 1934 – 20 novembre 1934 (5 mois et 8 jours)             | de Broqueville III                                                                  | Ministre des Finances |
| 29        |                     | Camille Gutt (1884-1971)                   | Extra-parlementaire         | 20 novembre 1934 – 25 mars 1935 (4 mois et 5 jours)             | Theunis II                                                                          | Ministre des Finances |
| 30        |                     | Max-Léo Gérard (1879-1955)                 | Parti libéral               | 25 mars 1935 – 13 juin 1936 (1 an, 2 mois et 19 jours)          | Van Zeeland I                                                                       | Ministre des Finances |
| 31        |                     | Henri De Man (1885-1953)                   | POB                         | 13 juin 1936 – 12 mars 1938 (1 an, 8 mois et 27 jours)          | Van Zeeland II                                                                      | Ministre des Finances |
| 31        | Janson              | Henri De Man (1885-1953)                   | POB                         | 13 juin 1936 – 12 mars 1938 (1 an, 8 mois et 27 jours)          |                                                                                     | Ministre des Finances |
| 32        |                     | Eugène Soudan (1880-1960)                  | POB                         | 12 mars 1938 – 15 mai 1938 (2 mois et 3 jours)                  | Ministre des Finances                                                               | |
| (30)      |                     | Max-Léo Gérard (1879-1955)                 | Parti libéral               | 15 mai 1938 – 6 décembre 1938 (6 mois et 21 jours)              | Spaak I                                                                             | Ministre des Finances |
| (24)      |                     | Albert-Édouard Janssen (1883-1966)         | Parti catholique            | 6 décembre 1938 – 22 février 1939 (2 ans, 2 mois et 16 jours)   | Spaak I                                                                             | Ministre des Finances |
| (29)      |                     | Camille Gutt (1884-1971)                   | Extra-parlementaire         | 22 février 1939 – 12 février 1945 (5 ans, 11 mois et 21 jours)  | Pierlot I                                                                           | Ministre des Finances |
| (29)      | Pierlot II          | Camille Gutt (1884-1971)                   | Extra-parlementaire         | 22 février 1939 – 12 février 1945 (5 ans, 11 mois et 21 jours)  |                                                                                     | Ministre des Finances |
| (29)      | Pierlot III         | Camille Gutt (1884-1971)                   | Extra-parlementaire         | 22 février 1939 – 12 février 1945 (5 ans, 11 mois et 21 jours)  |                                                                                     | Ministre des Finances |
| (29)      | Pierlot IV          | Camille Gutt (1884-1971)                   | Extra-parlementaire         | 22 février 1939 – 12 février 1945 (5 ans, 11 mois et 21 jours)  | Ministre des Finances et des Affaires économiques                                   | |
| (29)      | Pierlot V           | Camille Gutt (1884-1971)                   | Extra-parlementaire         | 22 février 1939 – 12 février 1945 (5 ans, 11 mois et 21 jours)  | Ministre des Finances                                                               | |
| (29)      | Pierlot VI          | Camille Gutt (1884-1971)                   | Extra-parlementaire         | 22 février 1939 – 12 février 1945 (5 ans, 11 mois et 21 jours)  | Ministre des Finances                                                               | |
| 33        |                     | Gaston Eyskens (1905-1988)                 | PSC-CVP                     | 12 février 1945 – 2 août 1945 (5 mois et 21 jours)              | Van Acker I                                                                         | Ministre des Finances |
| 34        |                     | Franz de Voghel (1903-1995)                | Extra-parlementaire         | 2 août 1945 – 3 août 1946 (1 an et 1 jour)                      | Van Acker II                                                                        | Ministre des Finances |
| 34        | Spaak II            | Franz de Voghel (1903-1995)                | Extra-parlementaire         | 2 août 1945 – 3 août 1946 (1 an et 1 jour)                      |                                                                                     | Ministre des Finances |
| 34        | Van Acker III       | Franz de Voghel (1903-1995)                | Extra-parlementaire         | 2 août 1945 – 3 août 1946 (1 an et 1 jour)                      |                                                                                     | Ministre des Finances |
| 35        |                     | Jean Vauthier (1888-1980)                  | Extra-parlementaire         | 3 août 1946 – 20 mars 1947 (7 mois et 17 jours)                 | Huysmans                                                                            | Ministre des Finances |
| (33)      |                     | Gaston Eyskens (1905-1988)                 | PSC-CVP                     | 20 mars 1947 – 11 août 1949 (2 ans, 4 mois et 22 jours)         | Spaak III                                                                           | Ministre des Finances |
| (33)      | Spaak IV            | Gaston Eyskens (1905-1988)                 | PSC-CVP                     | 20 mars 1947 – 11 août 1949 (2 ans, 4 mois et 22 jours)         |                                                                                     | Ministre des Finances |
| 36        |                     | Henri Liebaert (1895-1977)                 | Parti libéral               | 11 août 1949 – 8 juin 1950 (9 mois et 28 jours)                 | G. Eyskens I                                                                        | Ministre des Finances |
| 37        |                     | Jean Van Houtte (1907-1991)                | PSC-CVP                     | 8 juin 1950 – 15 janvier 1952 (1 an, 7 mois et 7 jours)         | Duvieusart                                                                          | Ministre des Finances |
| 37        | Pholien             | Jean Van Houtte (1907-1991)                | PSC-CVP                     | 8 juin 1950 – 15 janvier 1952 (1 an, 7 mois et 7 jours)         |                                                                                     | Ministre des Finances |
| (24)      |                     | Albert-Édouard Janssen (1883-1966)         | PSC-CVP                     | 15 janvier 1952 – 23 avril 1954 (2 ans, 3 mois et 8 jours)      | Van Houtte                                                                          | Ministre des Finances |
| (36)      |                     | Henri Liebaert (1895-1977)                 | Parti libéral               | 23 avril 1954 – 26 juin 1958 (4 ans, 2 mois et 3 jours)         | Van Acker IV                                                                        | Ministre des Finances |
| (37)      |                     | Jean Van Houtte (1907-1991)                | PSC-CVP                     | 26 juin 1958 – 25 avril 1961 (2 ans, 9 mois et 30 jours)        | G. Eyskens II                                                                       | Ministre des Finances |
| (37)      | G. Eyskens III      | Jean Van Houtte (1907-1991)                | PSC-CVP                     | 26 juin 1958 – 25 avril 1961 (2 ans, 9 mois et 30 jours)        |                                                                                     | Ministre des Finances |
| (37)      | G. Eyskens IV       | Jean Van Houtte (1907-1991)                | PSC-CVP                     | 26 juin 1958 – 25 avril 1961 (2 ans, 9 mois et 30 jours)        |                                                                                     | Ministre des Finances |
| 38        |                     | André Dequae (1915-2006)                   | PSC-CVP                     | 25 avril 1961 – 28 juillet 1965 (4 ans, 3 mois et 3 jours)      | Lefèvre                                                                             | Ministre des Finances |
| (33)      |                     | Gaston Eyskens (1905-1988)                 | PSC-CVP                     | 28 juillet 1965 – 19 mars 1966 (7 mois et 19 jours)             | Harmel                                                                              | Ministre des Finances |
| 39        |                     | Robert Henrion (1915-1997)                 | Extra-parlementaire         | 19 mars 1966 – 17 juin 1968 (2 ans, 2 mois et 29 jours)         | Vanden Boeynants I                                                                  | Ministre des Finances |
| 40        |                     | Jean-Charles Snoy et d'Oppuers (1907-1991) | PSC                         | 17 juin 1968 – 20 janvier 1972 (3 ans, 7 mois et 3 jours)       | G. Eyskens V                                                                        | Ministre des Finances |
| 41        |                     | André Vlerick (1919-1990)                  | CVP                         | 20 janvier 1972 – 26 janvier 1973 (1 an et 6 jours)             | G. Eyskens V                                                                        | Ministre des Finances |
| 42        |                     | Willy De Clercq (1927-2011)                | PVV                         | 26 janvier 1973 – 3 juin 1977 (3 ans, 11 mois et 8 jours)       | Leburton I                                                                          | Vice-premier ministre, ministre des Finances                                                                                              |
| 42        | Leburton II         | Willy De Clercq (1927-2011)                | PVV                         | 26 janvier 1973 – 3 juin 1977 (3 ans, 11 mois et 8 jours)       |                                                                                     | Vice-premier ministre, ministre des Finances                                                                                              |
| 42        | Tindemans I         | Willy De Clercq (1927-2011)                | PVV                         | 26 janvier 1973 – 3 juin 1977 (3 ans, 11 mois et 8 jours)       | Ministre des Finances                                                               | |
| 42        | Tindemans II        | Willy De Clercq (1927-2011)                | PVV                         | 26 janvier 1973 – 3 juin 1977 (3 ans, 11 mois et 8 jours)       | Ministre des Finances                                                               | |
| 42        | Tindemans III       | Willy De Clercq (1927-2011)                | PVV                         | 26 janvier 1973 – 3 juin 1977 (3 ans, 11 mois et 8 jours)       | Ministre des Finances                                                               | |
| 43        |                     | Gaston Geens (1931-2002)                   | CVP                         | 3 juin 1977 – 18 mai 1980 (2 ans, 11 mois et 15 jours)          | Tindemans IV                                                                        | Ministre des Finances |
| 43        | Vanden Boeynants II | Gaston Geens (1931-2002)                   | CVP                         | 3 juin 1977 – 18 mai 1980 (2 ans, 11 mois et 15 jours)          |                                                                                     | Ministre des Finances |
| 43        | Martens I           | Gaston Geens (1931-2002)                   | CVP                         | 3 juin 1977 – 18 mai 1980 (2 ans, 11 mois et 15 jours)          |                                                                                     | Ministre des Finances |
| 43        | Martens II          | Gaston Geens (1931-2002)                   | CVP                         | 3 juin 1977 – 18 mai 1980 (2 ans, 11 mois et 15 jours)          |                                                                                     | Ministre des Finances |
| 44        |                     | Robert Henrion (1915-1997)                 | PRL                         | 18 mai 1980 – 29 juin 1980 (1 mois et 11 jours)                 | Martens III                                                                         | Ministre des Finances |
| 45        |                     | Paul Hatry (1929-2010)                     | PRL                         | 29 juin 1980 – 22 octobre 1980 (3 mois et 23 jours)             | Martens III                                                                         | Ministre des Finances |
| 46        |                     | Mark Eyskens (1933-)                       | CVP                         | 22 octobre 1980 – 6 avril 1981 (5 mois et 15 jours)             | Martens IV                                                                          | Ministre des Finances |
| 47        |                     | Robert Vandeputte (1908-1997)              | CVP                         | 6 avril 1981 – 17 décembre 1981 (8 mois et 11 jours)            | M. Eyskens                                                                          | Ministre des Finances |
| (42)      |                     | Willy De Clercq (1927-2011)                | PVV                         | 17 décembre 1981 – 6 janvier 1985 (3 ans et 20 jours)           | Martens V                                                                           | Vice-premier ministre, ministre des Finances et du Commerce extérieur                                                                     |
| 48        |                     | Frans Grootjans (1922-1999)                | PVV                         | 6 janvier 1985 – 28 novembre 1985 (10 mois et 22 jours)         | Martens V                                                                           | Vice-premier ministre, ministre des Finances et du Commerce extérieur                                                                     |
| (46)      |                     | Mark Eyskens (1933-)                       | CVP                         | 28 novembre 1985 – 9 mai 1988 (2 ans, 5 mois et 11 jours)       | Martens VI                                                                          | Ministre des Finances |
| (46)      | Martens VII         | Mark Eyskens (1933-)                       | CVP                         | 28 novembre 1985 – 9 mai 1988 (2 ans, 5 mois et 11 jours)       |                                                                                     | Ministre des Finances |
| 49        |                     | Philippe Maystadt (1948-2017)              | PSC                         | 9 mai 1988 – 19 juin 1998 (10 ans, 1 mois et 10 jours)          | Martens VIII                                                                        | Ministre des Finances |
| 49        | Martens IX          | Philippe Maystadt (1948-2017)              | PSC                         | 9 mai 1988 – 19 juin 1998 (10 ans, 1 mois et 10 jours)          |                                                                                     | Ministre des Finances |
| 49        | Dehaene I           | Philippe Maystadt (1948-2017)              | PSC                         | 9 mai 1988 – 19 juin 1998 (10 ans, 1 mois et 10 jours)          |                                                                                     | Ministre des Finances |
| 49        | Dehaene II          | Philippe Maystadt (1948-2017)              | PSC                         | 9 mai 1988 – 19 juin 1998 (10 ans, 1 mois et 10 jours)          | Ministre des Finances et du Commerce extérieur                                      | |
| 50        | Dehaene II          |                                            | Jean-Jacques Viseur (1946-) | PSC                                                             | 19 juin 1998 – 12 juillet 1999 (1 an et 23 jours)                                   | Ministre des Finances |
| 51        |                     | Didier Reynders (1958-)                    | PRL                         | 12 juillet 1999 – 6 décembre 2011 (12 ans, 4 mois et 24 jours)  | Verhofstadt I                                                                       | Ministre des Finances |
| 51        | MR                  | Didier Reynders (1958-)                    | Verhofstadt II              | 12 juillet 1999 – 6 décembre 2011 (12 ans, 4 mois et 24 jours)  |                                                                                     | Ministre des Finances |
| 51        | MR                  | Didier Reynders (1958-)                    | Verhofstadt III             | 12 juillet 1999 – 6 décembre 2011 (12 ans, 4 mois et 24 jours)  | Vice-premier ministre, ministre des Finances, chargé des Réformes institutionnelles | |
| 51        | MR                  | Didier Reynders (1958-)                    | Leterme I                   | 12 juillet 1999 – 6 décembre 2011 (12 ans, 4 mois et 24 jours)  | Vice-premier ministre, ministre des Finances, chargé des Réformes institutionnelles | |
| 51        | MR                  | Didier Reynders (1958-)                    | Van Rompuy                  | 12 juillet 1999 – 6 décembre 2011 (12 ans, 4 mois et 24 jours)  | Vice-premier ministre, ministre des Finances, chargé des Réformes institutionnelles | |
| 51        | MR                  | Didier Reynders (1958-)                    | Leterme II                  | 12 juillet 1999 – 6 décembre 2011 (12 ans, 4 mois et 24 jours)  | Vice-premier ministre, ministre des Finances, chargé des Réformes institutionnelles | |
| 52        |                     | Steven Vanackere (1964-)                   | CD&V                        | 6 décembre 2011 – 5 mars 2013 (1 an, 2 mois et 27 jours)        | Di Rupo                                                                             | Vice-premier ministre, ministre des Finances et du Développement durable, chargé de la Fonction publique                                  |
| 53        |                     | Koen Geens (1958-)                         | CD&V                        | 5 mars 2013 – 22 septembre 2014 (1 an, 6 mois et 17 jours)      | Di Rupo                                                                             | Ministre des Finances, chargé de la Fonction publique                                                                                     |
| 54        |                     | Johan Van Overtveldt (1955-)               | N-VA                        | 22 septembre 2014 – 9 décembre 2018 (4 ans, 2 mois et 17 jours) | Michel I                                                                            | Ministre des Finances |
| 55        |                     | Alexander De Croo (1975-)                  | Open VLD                    | 9 décembre 2018 – 1er octobre 2020 (1 an, 9 mois et 22 jours)   | Michel II                                                                           | Vice-premier ministre, ministre des Finances, chargé de la Lutte contre la fraude fiscale, et ministre de la Coopération au développement |
| 55        | Wilmès I            | Alexander De Croo (1975-)                  | Open VLD                    | 9 décembre 2018 – 1er octobre 2020 (1 an, 9 mois et 22 jours)   |                                                                                     | Vice-premier ministre, ministre des Finances, chargé de la Lutte contre la fraude fiscale, et ministre de la Coopération au développement |
| 55        | Wilmès II           | Alexander De Croo (1975-)                  | Open VLD                    | 9 décembre 2018 – 1er octobre 2020 (1 an, 9 mois et 22 jours)   |                                                                                     | Vice-premier ministre, ministre des Finances, chargé de la Lutte contre la fraude fiscale, et ministre de la Coopération au développement |
| 56        |                     | Vincent Van Peteghem (1980-)               | CD&V                        | 1er octobre 2020 – 3 février 2025 (4 ans, 4 mois et 2 jours)    | De Croo                                                                             | Vice-premier ministre, ministre des Finances                                                                                              |
| 57        |                     | Jan Jambon (1960-)                         | N-VA                        | Depuis le 3 février 2025 (1 mois et 12 jours)                   | De Wever                                                                            | Vice-Premier ministre, Ministre des Finances et des Pensions, chargé de la Loterie nationale et des Institutions culturelles fédérales    |